# Ferdinand Ickes
Ferdinand „Ferdi“ Ickes (* 12. Juli 1911 in Wiesbaden; † unbekannt) war ein deutscher Radrennfahrer.

## Sportliche Laufbahn
Ickes war im Straßenradsport aktiv. Er war von 1934 bis 1935 Berufsfahrer. Er startete für das deutsche Radsportteam Opel. 1935 fuhr er die Tour de France als Einzelstarter neben Bruno Roth, Erich Händel und Georg Stach. Ickes kam bis ins Ziel nach Paris und belegte den 45. Gesamtrang.
1934 hatte er mehrere vordere Plätze in deutschen Eintagesrennen: 6. Rund um Stuttgart, 7. Rund um Köln, 7. Harzrundfahrt und 8. Berlin–Cottbus–Berlin. 1935 wurde er Achter der Harz-Rundfahrt und im Rennen um den Großen Straßenpreis von Hannover.